# 八丁町
八丁町（はっちょうちょう）は、愛知県岡崎市の町名。2022年12月26日、八帖町から、八丁味噌メーカー2社の「合資会社八丁味噌」（カクキュー）と「まるや八丁味噌」が立地する敷地が「八丁町」として分離されて成立した。

## 地理

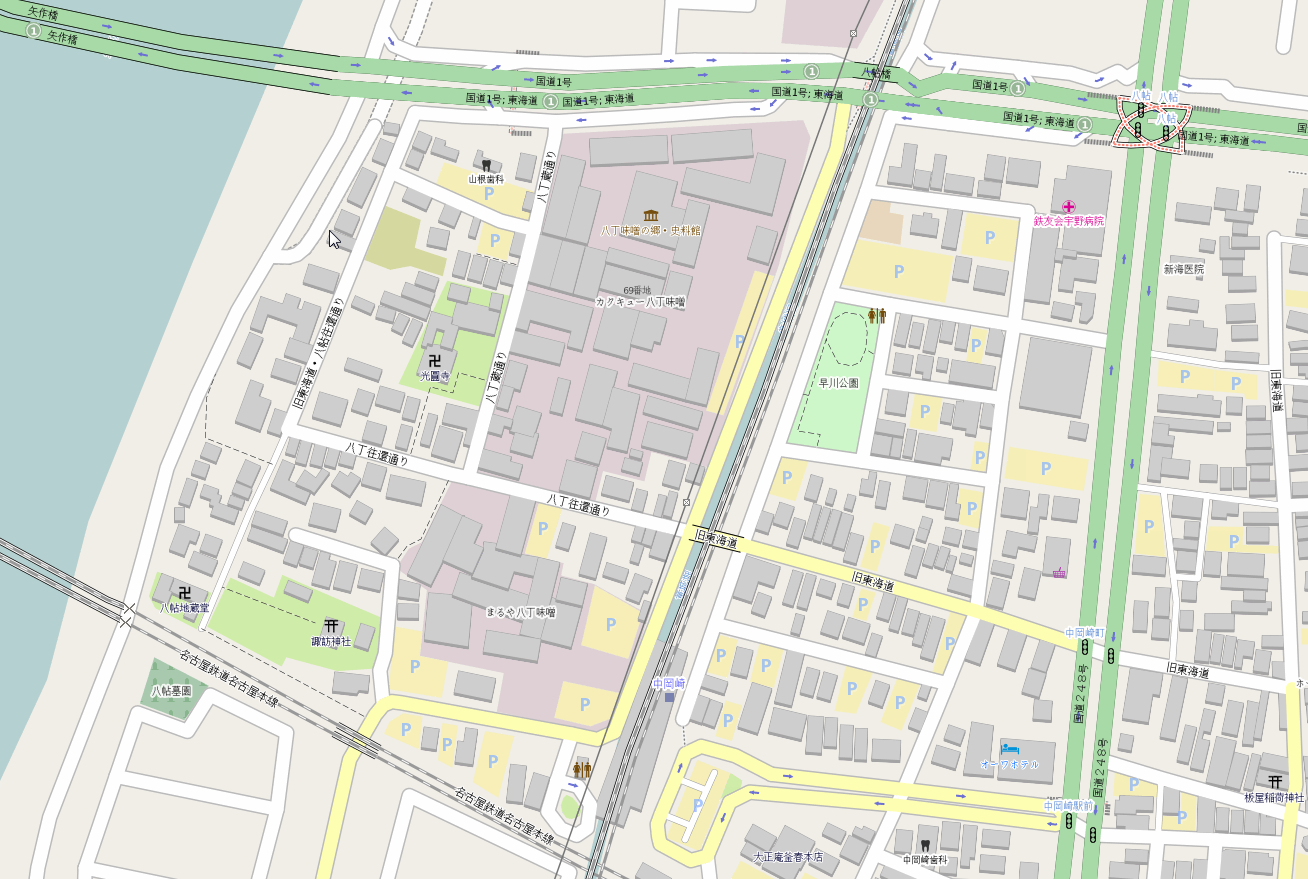
岡崎市八帖町、八丁町、中岡崎町。カクキューとまるや八丁味噌は旧東海道を挟んで南北にある。

岡崎市西部に位置する。八帖町のうち、下記の区域が分離され、「八丁町」として新たに制定された。分離される面積は計約2万8400平方メートルで、八帖町全体の約2割に当たる。
- 八帖町字大通
  - 20の4、21、24の4、44の1、44の3から44の5まで、44の7、44の12、44の13、44の19、44の20、45の1
- 八帖町字往還通
  - 38、52の1、52の2、53、54の2、63、63の2、64の2、69、69の2、93、93の3、94、95の2、95の3、96の4、97の1、98の1、107から109まで、112から115まで、117、151から154まで、159の2

岡崎城から八丁（約870メートル）の場所にある八丁村で古くより味噌が作られていたことが「八丁味噌」の名前の由来の主たる説とされる。職能ごとに村が8か町に分かれていたためとの説もある。

### 河川
- 矢作川
- 早川

## 世帯数と人口
2023年（令和5年）2月1日現在の世帯数と人口は以下の通りである。
| 町丁   | 世帯数 | 人口 |
| ------ | ------ | ---- |
| 八丁町 | 1世帯  | 2人  |

## 小・中学校の学区
市立小・中学校に通う場合、学区は以下の通りとなる。また、公立高等学校に通う場合の学区は以下の通りとなる。
| 番・番地等 | 小学校             | 中学校             | 高等学校 |
| ---------- | ------------------ | ------------------ | -------- |
| 全域       | 岡崎市立連尺小学校 | 岡崎市立城北中学校 | 三河学区 |

## 歴史
額田郡八帖村の一部を前身とする。
2017年12月15日、農林水産省は、県内39社の業者から成る「愛知県味噌溜醤油工業協同組合」を八丁味噌の生産者団体として地理的表示（GI）に登録した。組合員ではない岡崎の「カクキュー」「まるや八丁味噌」の2社は除外された。2021年9月17日、まるや八丁味噌は、農林水産省に登録取り消しを求めて東京地裁に提訴するが、2022年6月28日、同地裁は訴えを退け、「八丁味噌の製造地域は昭和初期には県全域に及び、社会でも認知されていた」と認定した。
こうした背景から、岡崎市は、GI制度の枠組みから外れた2社を支援することを目的として、2022年12月26日、八帖町の一部（まるや八丁味噌とカクキューの敷地）の町名表記を「八丁町」に変更した。
2024年3月6日、最高裁はまるや八丁味噌の上告を棄却し、同社の敗訴が確定した。

## 交通

### 道路
- 国道1号
  - 東海道（国道1号：龍城通り）
  - 矢作橋
- 岡崎市道
  - 八丁蔵通り
  - 八帖往還通り
  - きらり通り

## 施設
- 合資会社八丁味噌（カクキュー）
- まるや八丁味噌

## ギャラリー
- 旧東海道を挟んで向かい合うように建つまるや八丁味噌（左）とカクキュー（右）。1925年撮影。
- 1920年代のまるや八丁味噌
- 早川家味噌工場（現・合資会社八丁味噌）。1910年撮影。
- まるや八丁味噌の味噌蔵
- 合資会社八丁味噌本社

## その他

### 日本郵便
- 郵便番号 : 444-0925[2][18][19]（集配局：岡崎郵便局）。

## 参考資料
- 「角川日本地名大辞典」編纂委員会 編『角川日本地名大辞典 23 愛知県』角川書店、1989年。
- 平凡社 編『日本歴史地名大系 23 愛知県の地名』1981年。
- 新編岡崎市史編さん委員会 編『新編岡崎市史 総集編 20』1993年。